# Fake News (album)
Fake News è il quinto album in studio del gruppo musicale italiano Pinguini Tattici Nucleari, pubblicato il 2 dicembre 2022.

## Descrizione
Il progetto discografico è stato scritto e prodotto dal frontman del gruppo, Riccardo Zanotti, assieme a Enrico Brun, Marco Paganelli e okgiorgio. Musicalmente il progetto prende riferimenti dal pop, soft rock, urban e funk, e dal cantautorato italiano. A proposito dell'album ha spiegato:

## Copertina
La copertina del formato fisico dell'album riporta alcune fake news ed articoli di giornali riguardo al presunto scioglimento del gruppo. Il giornalista del Il Sole 24 Ore Francesco Prisco ha collaborato all'artwork della copertina.

## Accoglienza
| Recensione       | Giudizio |
| ---------------- | -------- |
| All Music Italia | 8,5/10   |
| Newsic           | 7/10     |
| Ondarock         | 5,5/10   |
| Rockol           | 7,5/10   |

Andrea Laffranchi del Corriere della Sera descrive il progetto come un «viaggio dall’anima pop che muove i fili di arrangiamenti che si spostano dalla dance al rock». Anche Claudio Cabona di Rockol scrive che il progetto si fonda su di «un pop credibile, di qualità e che scorre limpido», il quale si mescola con «ballatone più dolci e scarne, brani dalle tinte uptempo che strizzano l’occhio all’urban, pezzi più rock e incursioni puramente cantautorali», sebbene dal punto di vista testuale «non si discostano dal loro universo». Cabona seleziona Forse come traccia più bella dell'album, definendola «un pop delicato sulla difficile collocazione nel mondo di persone fuori da certi schemi; [...] un pizzico di critica sociale» con influenze testuali di Samuele Bersani e Lucio Dalla e musicale dei Blur.
Silvia Gianatti di Vanity Fair Italia riscontra nel progetto la volontà del gruppo di «ripartire dalla verità», attraverso «un linguaggio ricco di metafore e giochi di parole» in brani in cui «ci sono tanti luoghi comuni che diventano comunitari, perché facilmente condivisibili. Si parla di fede, di viaggi, di relazioni. Ci sono i temi di un’intera generazione». La giornalista definisce gli artisti «artigiani della musica» per la «grande attenzione alle parole che si unisce a una crescita nei suoni e nello stile; [...]  che contengono i loro ricordi personali». Anche Gabriele Fazio dell'Agenzia Giornalistica Italia si sofferma sulla scrittura del brani, ritenendo che siano «sempre più ficcanti, intensi, maturi, capaci, ancora una volta, di celebrare una visione della vita da antieroe» con la capacità di raccontare avvenimenti comuni a tutti «con tale vivacità e poesia che sembrano uniche; [...] possibile specchiarsi, spremere un po' di lucentezza dalle nostre vite grigie; [...] magari anche sorridendo attraverso questo favoloso caleidoscopio musicale».
Francesco Prisco, recensendo i brani dell'album per Il Sole 24 Ore, definisce la traccia Fede «la più bella canzone del disco», rimanendo piacevolmente colpito dalla capacità di associare una ritmica che «tende al disimpegno» una «meditazione serissima su quanto abbiamo di più importante della vita: la fede».

### Riconoscimenti di fine anno
- 4º — All Music Italia[19]
- 4º — AGI[20]

## Promozione
il 27 maggio 2022 è stato pubblicato il primo singolo, Giovani Wannabe, il quale ha ottenuto ampio successo commerciale, raggiungendo la prima posizione della classifica Top Singoli e ottenendo tre dischi di platino certificati da FIMI. Il secondo singolo estratto dall'album è stato Dentista Croazia, pubblicato il 19 agosto 2022.  Il 23 settembre 2022 è stato pubblicato il terzo estratto, Ricordi, secondo brano dell'album a raggiungere la prima posizione della classifica di vendite dei singoli italiani.
Per promuovere la vendita delle versioni fisiche CD e vinile del disco la traccia Forse è stata inizialmente resa disponibile solo in tali formati.
Il 13 gennaio 2023 è uscita anche in tutti gli store digitali.

## Tracce
1. Zen – 3:23 (testo: Riccardo Zanotti – musica: Marco Paganelli, Enrico Brun, Riccardo Zanotti)
2. L'ultima volta – 3:02 (testo: Riccardo Zanotti – musica: Enrico Brun, Riccardo Zanotti)
3. Hold on – 3:24 (testo: Marco Paganelli, Riccardo Zanotti – musica: Marco Paganelli, Riccardo Zanotti)
4. Stage Diving – 3:50 (testo: Riccardo Zanotti – musica: Marco Paganelli, Riccardo Zanotti)
5. Ricordi – 3:23 (testo: Riccardo Zanotti – musica: Riccardo Zanotti, Enrico Brun, Giorgio Pesenti)
6. Melting Pop – 3:29 (testo: Riccardo Zanotti – musica: Marco Paganelli, Enrico Brun, Riccardo Zanotti)
7. Forse – 4:06 (testo: Riccardo Zanotti – musica: Riccardo Zanotti, Enrico Brun)
8. Fede – 3:42 (testo: Riccardo Zanotti – musica: Riccardo Zanotti, Giorgio Pesenti)
9. Dentista Croazia – 4:23 (testo: Riccardo Zanotti – musica: Riccardo Zanotti, Enrico Brun)
10. Hikikomori – 3:27 (testo: Riccardo Zanotti – musica: Marco Paganelli, Enrico Brun, Riccardo Zanotti)
11. Giovani Wannabe – 3:34 (testo: Riccardo Zanotti – musica: Riccardo Zanotti, Marco Paganelli)
12. Barfly – 3:57 (testo: Riccardo Zanotti – musica: Riccardo Zanotti, Enrico Brun, Fabrizio Ferraguzzo)
13. Non sono cool – 2:41 (testo: Riccardo Zanotti – musica: Riccardo Zanotti, Enrico Brun, Giorgio Pesenti, Marco Paganelli)
14. Cena di classe – 4:34 (testo: Riccardo Zanotti – musica: Riccardo Zanotti)

Tracce bonus nella riedizione streaming del 2023
1. Rubami la notte – 3:10 (testo: Lorenzo Vizzini e Riccardo Zanotti – musica: Riccardo Zanotti e Marco Paganelli.)
2. Coca zero – 3:23 (testo: Riccardo Zanotti – musica: Enrico Brun, Riccardo Zanotti, Giorgio Pesenti)

## Classifiche

### Classifiche settimanali
| Classifica (2022) | Posizione massima |
| ----------------- | ----------------- |
| Italia            | 1                 |
| Svizzera          | 85                |

### Classifiche di fine anno
| Classifica (2022) | Posizione |
| ----------------- | --------- |
| Italia            | 32        |
| Classifica (2023) | Posizione |
| Italia            | 4         |
| Classifica (2024) | Posizione |
| Italia            | 20        |